# Hans Joachim Alpers
Œuvres principales
- Shadowrun
- L'Œil noir

Hans Joachim Alpers, né le 14 juillet 1943 à Bremerhaven et mort le 17 février 2011  à Niebüll, est un éditeur et un écrivain de science-fiction et de fantasy allemand. Il a publié plusieurs romans sous son vrai nom et sous différents pseudonymes, comme Jürgen Andreas, Thorn Forrester, Daniel Herbst, Gregory Kern, Mischa Morrison, P.T. Vieton et  Jörn de Vries.

## Biographie
Hans Joachim Alpers fit un apprentissage de serrurier de marine, puis des études d'ingenieur à Brème. Plus tard, il étudia à l'Université de Hambourg dans les domaines de la construction mécanique, de la politique et des sciences de l'éducation.
Dès 1969, il travaille comme lecteur et comme éditeur d'anthologies de science-fiction pour différentes maisons d'édition allemandes (dont Droener-Knaur et Moewig). Parallèlement, il est également éditeur et rédacteur en chef de « Science Fiction Times », rédacteur pour « Comet » (1977/78 avec Ronald M. Hahn et Werner Fuchs), rédacteur et critique pour le magazine de jeux « Wunderwelten », rédacteur et coéditeur du magazine de SF « Parsek » (1990, avec Gerd Maximovic), éditeur et traducteur (à partir de l'anglais) de diverses anthologies, agent littéraire.
Sous différents pseudonymes, il a écrit de nombreuses nouvelles, des pièces radiophoniques et des ouvrages techniques. En 1984, il est le cofondateur du jeu de rôle médiéval-fantastique L'Œil noir avec Ulrich Kiesow. Son travail d'auteur et d'éditeur lui valut à plusieurs reprises le Prix Kurd-Laßwitz.
Hans Joachim Alpers vit aujourd'hui à Hambourg.

## Œuvres

### SérieShadowrun
1. Le pays déchiré ((de) Das zerrissene Land, 1994)
2. Les yeux de Rigger ((de) Die Augen des Riggers, 1994)
3. L'éminence grise ((de) Die graue Eminenz, 1995)

### SérieL'Œil noir
1. Derrière le masque de fer ((de) Hinter der eisernen Maske, 1996)
2. Évasion de Ghurenia ((de) Flucht aus Ghurenia, 1997)
3. Le dernier duel ((de) Das letzte Duell, 1997)

### Autres (avec R.M. Hahn)
- Le vaisseau des enfants ((de) Das Raumschiff der Kinder, 1977)
- La planète des spadassins ((de) Planet der Raufbolde, 1977)
- L'épave de l'infini ((de) Wrack aus der Unendlichkeit, 1977)
- Chez les nomades du l'univers ((de) Bei den Nomaden des Weltraums, 1977)
- La mystérieuse île flottante ((de) Die rätselhafte Schwimminsel, 1978)
- L'anneau des trente mondes ((de) Ring der dreißig Welten, 1979)
- Vaisseau hors de contrôle ((de) Raumschiff außer Kontrolle, 1985)Édition en un volume de : Raumschiff der Kinder, Planet der Raufbolde, Wrack aus der Unendlichkeit.
- Les vagabonds de l'espace ((de) Weltraumvagabunden, 1986)Édition en un volume de : Bei den Nomaden des Weltraums, Die rätselhafte Schwimminsel, Ring der dreißig Welten.